# 陈聿藻
陈聿藻（?—?），福建侯官人，是一名清朝政治人物。
陈聿藻曾于1800年接替张昌运任南汇县知县一职，同年年由张昌运接任。